# 馬慶祥
马庆祥（1178年—1223年），字瑞宁，本名习礼吉思，元史作锡里吉思。先世自西域雍古部入居临洮狄道，以马为氏，后徙家净州天山（今内蒙古四子王旗）。金朝时拜凤翔府路兵马都总管判官。历经和禄冞思、帖穆尔越歌、伯索麻也里（一作把扫马也里属）、马庆祥、月合乃、马世昌、马润七世，传至马祖常。姓的“马”其涵义是叙利亚文Mar，意为“圣人”。

## 延伸阅读
[在维基数据编辑]
 《金史·卷124》，出自脱脱《遼史》